# Petr Směja
Petr Směja (Csehszlovákia, Brno, 1946. május 16.–) cseh énekes, gitáros, a Synkopy 61 rockegyüttes tagja.

## Pályafutása
1960 decemberében megalapította a Synkopy 61 együttest, amelynek gitáros-énekese és zenekarvezetője volt. 1981-ben kilépett az együttesből. Gépészmérnöki diplomáját 1968-ban szerezte meg. Az 1980-as években a Lachema vállalat alkalmazotta volt, 1991-től a faiparban vállalkozik. 1995-től ismét a Synkopy 61 tagja.

## Külső hivatkozások
- A Synkopy 61 együttes weboldala

## Fordítás
- Ez a szócikk részben vagy egészben a Petr Směja című cseh Wikipédia-szócikk fordításán alapul.  Az eredeti cikk szerkesztőit annak laptörténete sorolja fel. Ez a jelzés csupán a megfogalmazás eredetét és a szerzői jogokat jelzi, nem szolgál a cikkben szereplő információk forrásmegjelöléseként.